# Saintonge romane
La Saintonge romane est une région naturelle de France située au nord du bassin aquitain et au centre du département de la Charente-Maritime. Son nom vient de la contraction de "Saintonge, terre romane"  appellation donnée à l'ancienne province de Saintonge qui est riche en églises et abbayes romanes. Ce pays traditionnel compte 70 communes regroupées autour de Saintes, la capitale locale.

## Histoire
D'Aulnay-de-Saintonge à Pons, de Saintes à Royan, dès le XIe siècle la Saintonge bâtit ses cathédrales et ses abbayes. Les premières abbayes bénédictines sont l'abbaye royale de Saint-Jean-d'Angély en 817.
Cet élan de construction se poursuit au XIIe siècle et chaque bourg, chaque village édifie son église. Les Charentais ont la foi bâtisseuse.
Ces centaines d’églises, en particulier sur les chemins de Saint-Jacques-de-Compostelle sont en pierre calcaire facile à travailler. Cette pierre très tendre, exposée aux intempéries, produit une pellicule dure qui lui donne sa longévité. Cette pierre va permettre tous types de créations et c'est un style spécifique de l'art roman qui se développe en Saintonge.
Plus tard, certaines ont été fortifiées, d'autres remaniées mais beaucoup n'ont pas changé en 10 siècles.

## Circuits
Les pays organisent la promotion de leur Saintonge romane en éditant des guides du patrimoine roman proposant des randonnées découverte.
Les promenades romanes de haute Saintonge proposent 10 circuits chacun de 10 à 15 églises.